# Laboratorio Nacional Lawrence Livermore
El Laboratorio Nacional Lawrence Livermore (en inglés: Lawrence Livermore National Laboratory, LLNL) es un centro de desarrollo e investigación financiado con fondos federales de los Estados Unidos (FFRDC por sus siglas en inglés) que fue fundado en 1952 por la Universidad de California.
Está financiado principalmente por el Departamento de Energía.
Desde el 1 de octubre de 2007, la gestión del laboratorio corre a cargo de la sociedad Lawrence Livermore National Security, LLC (LLNS), constituida por la Universidad de California, Bechtel, Babcock & Wilcox, URS y el Battelle Memorial Institute, además de estar afiliada con Texas A&M University System.
Así se sustituyó a la Universidad de California como única entidad gestora del laboratorio, labor que había realizado desde su fundación 55 años antes.
El LLNL se autodefine como "una institución principal de investigación y desarrollo para la ciencia y la tecnología aplicadas a la seguridad nacional". Su principal responsabilidad es asegurar la seguridad y fiabilidad de las armas nucleares de los Estados Unidos mediante la aplicación de los últimos avances en ciencia, ingeniería y tecnología avanzadas.
El Laboratorio también aplica sus conocimientos especiales y sus capacidades multidisciplinares a la prevención de la proliferación y el uso de armas de destrucción masiva, reforzando la seguridad nacional y resolviendo otros problemas de importancia nacional para los Estados Unidos, en particular, en el ámbito energético y ambiental, para lo que investiga en ciencia básica y competitividad económica.
El Laboratorio está situado en una milla cuadrada (2.6 km²) en las afueras al este de Livermore, en California. También opera una instalación remota de pruebas de 7000 acres (2832,8 ha), llamada "Site 300", situada aproximadamente a 15 millas (24,1 km) al sureste de las instalaciones principales. Su presupuesto anual es de unos 1500 millones de dólares y cuenta con unos 7000 empleados.[cita requerida]

## Orígenes
El LLNL fue fundado en 1952 con el nombre de Lawrence Radiation Laboratory at Livermore como una filial del Laboratorio de Radiación de la Universidad de California en Berkeley. Se pretendía estimular la innovación y que compitiera con el laboratorio de diseño de armas nucleares del Laboratorio Nacional de Los Álamos, Nuevo México, cuna del Proyecto Manhattan que desarrolló las primeras armas nucleares. Edward Teller y Ernest O. Lawrence, director del Laboratorio de Radiación de Berkeley, son considerados los cofundadores del Laboratorio Livermore.
El nuevo laboratorio estaba situado en una antigua base aérea naval y estación de entrenamiento en Livermore, California. El lugar ya había sido utilizado para diversos proyectos del Laboratorio de Radiación de la Universidad de California que resultaban demasiado grandes para su sede en las colinas que dominan el campus de Berkeley, incluyendo uno de los primeros experimentos sobre la idea del confinamiento magnético de reacciones termonucleares (esto es, la fusión nuclear).
E.O. Lawrence designó a Hernert York, un antiguo estudiante suyo de graduado de 32 años, para dirigir el Laboratorio Livermore. Bajo la dirección de York el Laboratorio tenía cuatro programas principales: el Proyecto Sherwood (el Programa de Fusión Magnética), el Proyecto Whitney (el programa de diseño de armas), experimentos de diagnóstico de armas (tanto para Los Álamos como para el Livermore) y un programa de física fundamental. York se aseguró también de que el nuevo laboratorio adoptara el punto de vista de E.O. Lawrence, la "gran ciencia", abordando proyectos que suponían un reto con físicos, químicos, ingenieros y científicos de la computación trabajando juntos en equipos multidisciplinares.
Históricamente, los laboratorios de Berkeley y Livermore habían tenido relaciones muy estrechas en proyectos de investigación, operaciones empresariales y personal. El Laboratorio Livermore fue creado inicialmente como una rama del Laboratorio de Berkeley. Ambos laboratorios fueron bautizados en honor de E.O. Lawrence, y el Laboratorio Livermore no fue separado administrativamente del de Berkeley hasta principios de la década de 1970. Hasta el día de hoy, en los registros y documentos de planificación oficiales, al Lawrence Berkeley National Laboratory se le denomina "Site 100", al LLNL "Site 200" y a las instalaciones remotas de pruebas de este último "Site 300".
El Laboratorio pasó a ser conocido como Laboratorio Lawrence Livermore en 1971.

## Organización
El Director del LLNL está apoyado por un equipo ejecutivo formado por el Subdirector, el Subdirector de Ciencia y Tecnología, Directores Principales Asociados y otros altos ejecituvos que gestionan áreas/funciones y que responden directamente al Director del Laboratorio.

### Patrocinadores
El principal patrocinador del LLNL es el Departamento de Energía/Administración de Seguridad Nuclear Nacional (DOE/NNSA), que apoya, mediante diversos programas, los proyectos de mantenimiento del arsenal nuclear ("stockpile stewardship"), los programas avanzados de computación científica y los trabajos en las áreas de seguridad global y seguridad interior. Además, el Laboratorio lleva a cabo trabajos de investigación y desarrollo para otros patrocinadores del Departamento de Defensa, para otras agencias federales incluyendo la NASA, la Comisión Reguladora Nuclear (NRC, Nuclear Regulatory Commission), la Agencia de Protección Ambiental (Environmental Protection Agency), varias agencias estatales de California y la industria privada.

### Presupuesto
En el año fiscal 2009 el LLNL dispuso de casi 1.500 millones de dólares para sus actividades de investigación y operaciones de laboratorio:
Presupuesto de ciencia e investigación (en dólares):
- National Ignition Facility - 301,1 millones
- Disuasión nuclear (Seguridad/Fiabilidad) - 227.2 millones
- Simulación avanzada y computación - 221.9 millones
- No proliferación - 152.2 millones
- Departamento de Defensa - 125.9 millones
- Ciencia básica y aplicada - 86.6 millones
- Seguridad nacional - 83.9 millones
- Energía - 22.4 millones

Presupuesto de operaciones/gestión de las instalaciones:
- Seguridad y defensa - 126.5 millones
- Operaciones del complejo - 118.2 millones
- Restauración ambiental - 27.3 millones

### Directores
El director del LLNL es nombrado por la Junta de Gobierno del Lawrence Livermore National Security, LLC (LLNS) y responde ante la misma. El Director del Laboratorio también ejerce el cargo de Presidente del LLNS. A los largo de sus 73 años de historia, diez científicos eminentes han prestado sus servicios como Directores del LLNL:
| Periodo         | Director                          |
| --------------- | --------------------------------- |
| 1952-1958       | Herbert York                      |
| 1958-1960       | Edward Teller                     |
| 1960-1961       | Harold Brown                      |
| 1961-1965       | John S. Foster                    |
| 1965-1971       | Michael M. May                    |
| 1971-1988       | Roger E. Batzel                   |
| 1988-1994       | John H. Nuckolls                  |
| 1994-2002       | C. Bruce Tarter                   |
| 2002-2006       | Michael R. Anastasio              |
| 2006–2011       | George H. Miller                  |
| 2011–2013       | Penrose C. Albright               |
| 2013–2014       | Bret Knapp, director en funciones |
| 2014–2021       | William H. Goldstein              |
| 2021–actualidad | Kimberly S. Budil[cita requerida] |

### Instalaciones especiales
El Laboratorio es la sede de varias instalaciones únicas y de algunos de los más potentes sistemas de computación del mundo, según la lista TOP500, incluyendo a Blue Gene/L, el ordenador más rápido desde 2004 hasta que el IBM Roadrunner del Laboratorio Nacional de Los Álamos lo superó en 2008. El LLNL es líder en innovación tecnológica: desde 1978 ha recibido un total de 118 prestigiosos premios R&D 100 Awards, incluyendo cinco en 2007.
- Laboratorio de bioseguridad y nanociencia. Los investigadores aplican avances en nanociencia al desarrollo de nuevas tecnologías para la detección, identificación y caracterización de patógenos biológicos peligrosos (virus, esporas y bacterias) y toxinas químicas.

- Centro para la espectrometría de aceleración de masa (CAMS): desarrolla y aplica un amplio rango de herramientas analíticas de rayos de iones e isótopos empleadas en investigación básica y en el desarrollo de tecnología, dirigidas a una variedad de necesidades científicas importantes para el Laboratorio, la comunidad universitaria y la nación. El CAMS es la instalación de espectrometría por aceleración de masa más versátil y productiva del mundo y lleva a cabo más de 25000 medidas de espectrometría anualmente.

- Centro de aplicaciones de Altos Explosivos (HEAF) y Centro de materiales energéticos: equipos de científicos, ingenieros y técnicos se ocupan de prácticamente todo los aspectos de los altos explosivos (explosivos de detonación): investigación, desarrollo, pruebas, caracterización de materiales y pruebas de prestaciones y seguridad. Las actividades del HEAF dan soporte al Centro de materiales energéticos, una instalación nacional para el desarrollo e investigación de explosivos, pirotecnia y propelentes.

- Centro consultivo nacional de liberación atmosférica (NARAC): es un centro nacional de apoyo y recursos para la planificación, evaluación en tiempo real, repuesta a emergencias y estudios detallados de incidentes que incluyan una amplia variedad de peligros, incluyendo emisiones atmosféricas nucleares, radiológicas, químicas, biológicas y naturales.

- Instalación nacional de ignición (NIF, por sus siglas del inglés National Ignition Facility): este sistema láser de 192 rayos, del tamaño de un estadio, será usado para comprimir objetivos de fusión hasta las condiciones necesarias para la fusión termonuclear. Los experimentos en el NIF estudiarán procesos físicos y condiciones que solo existen en el interior de estrellas y de explosiones de armas nucleares.

- Superblock: esta instalación especial de alta seguridad alberga equipamiento moderno para la investigación y pruebas de ingeniería de materiales nucleares y es el lugar donde se desarrollan la investigaciones sobre el plutonio y sobre el uranio muy enriquecido.

- Instalación de simulación de teraescala: alberga dos de los más potentes ordenadores del mundo, AC Purple y Blue Gene/L. Este último ha ocupado la primera posición de la lista Top500 desde noviembre de 2004; el sistema actual consigue unas prestaciones en el test de Linpack de 478.2 TFlops/s (teraflops, un trillón de operaciones punto flotante por segundo).

- Láser Titan: se trata de un láser de pulsos de muy corta duración, del orden de nanosegundos y por debajo de picosegundos, con cientos de julios de energía en cada rayo. Este láser de petawatios se usa para una serie de experimentos en física de alta densidad de energía, incluyendo la ciencia de la ignición rápida para energía de fusión por confinamiento inercial.

## Proyectos e investigaciones

### Investigación armamentística
Desde su inicio, Livermore se ha centrado en conceptos innovadores de diseño armamentístico; como resultado, sus primeras tres pruebas nucleares fueron un fracaso. Sin embargo, el Laboratorio perseveró y sus siguientes diseños demostraron ser cada vez más exitosos. En 1957, el Laboratorio Livermore fue seleccionado para desarrollar la ojiva para el misil de la Marina Polaris. Este diseño precisaba numerosas innovaciones para encajar una cabeza nuclear en el espacio relativamente limitado del cono frontal de un misil.
Durante las décadas de la Guerra Fría, numerosas ojivas diseñadas en Livermore pasaron a formar parte del arsenal nuclear de la nación. Estas fueron usadas en misiles de diferentes tamaños, desde el misil táctico tierra-tierra MGM-52 Lance al misil antibalístico LIM-49A Spartan. A lo largo de los años, el LLNL diseñó las siguientes ojivas: W27 (misil de crucero Regulus; 1955; en colaboración con Los Álamos), W38 (Misil Balístico Intercontinental Atlas/Titan; 1959), B41 (bomba B52; 1957), W45 (misiles Little John/Terrier; 1956), W47 (Misil balístico intercontinental para submarinos Polaris; 1957), W48 (obús de 155-mm; 1957), W55 (cohete submarino; 1959), W56 (Misil Balístico Intercontinental Minuteman; 1960), W58 (Misil balístico intercontinental para submarinos Polaris; 1960), W62 (Misil Balístico Intercontinental Minuteman; 1964), W68 (Misil balístico intercontinental para submarinos Poseidon; 1966), W70 (misil Lance; 1969), W71 (misil Spartan; 1968), W79 (cañón de artillería de 8 pulgadas; 1975), W82 (obús de 155-mm; 1978), B83 (bomba estratégica moderna; 1979), W87 (Misil Balístico Intercontinental Peacekeeper/MX; 1982), and W89 (Misil de crucero de lanzamiento terrestre Tomahawk; 1978). Los diseños W87 y B83 son los únicos diseños del Laboratorio Livermore aún en uso en el arsenal nuclear norteamericano.
Con la caída de la Unión Soviética y el final de la Guerra Fría, los Estados Unidos comenzaron una moratoria de las pruebas nucleares y del desarrollo de nuevos diseños de armas atómicas. Para mantener las ojivas existentes durante un tiempo indefindo, se definió el programa científico Stockpile Stewardship Program (SSP) , que hacía especial énfasis en el desarrollo y aplicación de capacidades técnicas muy mejoradas para evaluar la seguridad y fiabilidad de las cabezas nucleares existentes sin usar pruebas nucleares. La confianza en las prestaciones de las armas, sin recurrir a las pruebas atómicas, se mantiene mediante un proceso continuo de vigilancia del arsenal, evaluación y certificación, y renovación o reemplazo de las armas.
Sin nuevos diseños de armas nucleares, las ojivas del arsenal norteamericano deben seguir funcionando más allá de su tiempo de vidas estimado. Pueden aparecer problemas debido al envejecimiento de los componentes y materiales. Los programas para el aumento de la duración del arsenal pueden aumentar el tiempo de vida de los sistemas, pero también pueden introducir incertidumbre sobre las prestaciones e implican un mantenimiento de tecnologías y materiales antiguos. Debido a que existe preocupación sobre la dificultad, cada vez mayor, para mantener una elevada confianza en las actuales ojivas a largo plazo, el Departamento de Energía/Administración de Seguridad Nuclear Nacional inició el programa "Reliable Replacement Warhead" (Programa de Reemplazo de Ojivas, o RRW en sus siglas en inglés). Los diseños del RRW podrían reducir la incertidumbre, facilitar los requisitos de mantenimiento y mejorar la seguridad. En marzo de 2007, el diseño del LLNL fue escogido para el programa RRW. Desde entonces, sin embargo, el Congreso no ha destinado fondos para ningún desarrollo adicional del programa RRW.
El "Livermore Action Group" organizó muchas protestas masivas, desde 1981 hasta 1984, contra las armas nucleares que estaban siendo producidas por el Laboratorio Nacional Lawrence Livermore. Los pacifistas Ken Nightingale y Eldred Schneide estuvieron involucrados. El 22 de junio de 1982, más de 1300 manifestantes antinucleares fueron detenidos en una manifestación no violenta. Más recientemente, ha habido una protesta anual contra la investigación en armas nucleares que lleva a cabo el Laboratorio Livermore. En las protestas de 2007 64 personas fueron detenidas. Más de 80 personas fueron detenidas en marzo de 2008 mientras protestaban a las puertas de las instalaciones.[cita requerida]

### Investigación con plutonio
El Laboratorio Nacional Lawrence Livermore lleva a cabo investigaciones sobre las propiedades y el comportamiento del plutonio para descubrir cómo rinde cuando envejece y cómo se comporta bajo altas presiones (por ejemplo bajo el impacto de explosivos detonantes). El plutonio tiene siete alótropos sólidos dependientes de la temperatura. Cada uno de ellos posee diferente densidad y estructura cristalina. Las aleaciones de plutonio son aún más complejas, con múltiples fases que pueden estar presentes en una muestra en un determinado momento. Se están llevando a cabo experimentos, tanto el Laboratorio Livermore como en otros lugares, para medir las propiedades estructurales, eléctricas y químicas del plutonio y sus aleaciones y para determinar cómo estos materiales cambian a lo largo del tiempo. Estas medidas permitirán a los científicos predecir y modelar mejor el comportamiento a largo plazo del plutonio en un arsenal nuclear que está envejeciendo.
Estas investigaciones sobre el plutonio se realizan en una instalación especialmente diseñada y muy segura llamada el "SuperBlock", donde también se trabaja con uranio altamente enriquecido. En marzo de 2008 la NNSA (National Nuclear Security Administration) presentó su alternativa preferida para la transformación del complejo de armas nucleares de la nación. Según este plan, el LLNL sería un centro de excelencia para el diseño nuclear y la ingeniería, un centro de excelencia para la investigación y desarrollo de explosivos detonantes, y un polo de atracción científico para la física de altas densidades de energía (esto es, el láser). Además, la mayor parte de su material nuclear especial sería retirado y consolidado en otro lugar, todavía por determinar.
El 30 de septiembre de 2009, la NNSA anunció que alrededor de dos tercios del material nuclear especial (por ejemplo el plutonio) en el LLNL, que requerían el mayor nivel de protección de seguridad, habían sido retirados del Laboratorio. El traslado formaba parte de los esfuerzos de la NNSA, iniciados en octubre de 2006, para consolidar el material nuclear especial en cinco lugares antes del 2012, con una significativa reducción de la superficie de esas instalaciones en el 2017. El proyecto federal intenta mejorar la seguridad y reducir los costes de la misma, y forma parte del esfuerzo conjunto de la NNSA para transformar una empresa de "armas nucleares" de la época de la guerra fría en una de "seguridad nuclear" del siglo XXI. La fecha inicial para la retirada de todo el material nuclear de alta segurirad del LLNL era 2014. LA NNSA y el Laboratorio Livermore desarrollaron un calendario para proceder a la retirada de este material lo antes posible, acelerando la fecha de finalización a 2012.

### Programa de seguridad global
El trabajo del Laboratorio sobre seguridad global aspira a mitigar los peligros derivados de la proliferación o uso de armas de destrucción masiva y de las amenazas a la seguridad energética y medioambiental. El Laboratorio ha estado trabajando en seguridad global y seguridad nacional durante décadas, adelantándose tanto a la caída de la Unión Soviética en 1991 como a los atentados terroristas del 11 de septiembre de 2001. El personal del LLNL ha estado muy involucrado en programas de no proliferación en colaboración con Rusia, para asegurar materiales armamentísticos que estaban en riesgo, y también para ayudar a los antiguos trabajadores del sector del armamento a desarrollar aplicaciones pacíficas y oportunidades de trabajo sostenibles de acuerdo con sus habilidades y tecnologías. A mediados de la década de 1990, los científicos del Laboratorio comenzaron a buscar una mejora en las capacidades de detección biológica, lo que llevó a la creación de instrumentos miniaturizados y autónomos que pueden detectar amenazas por agentes biológicos en pocos minutos, en lugar de los días o semanas que se necesitaban previamente para los análisis de ADN.
Hoy en día, los investigadores del Laboratorio Livermore trabajan sobre todo el espectro de posibles amenazas: radiológica/nuclear, química, biológica, explosivos y ciberterrorismo. Combinan ciencias físicas y biológicas, ingeniería, computación y análisis para desarrollar tecnologías que solucionen problemas del mundo real. Sus actividades se agrupan en cinco programas:
- No proliferación. Para prevenir la proliferación de materiales, tecnología y conocimientos relacionados con armas de destrucción masiva y para detectar la proliferación de las mismas en todo el mundo.[24]

- Seguridad dentro de los Estados Unidos: Anticipando, innovando y proporcionando soluciones tecnológicas para prevenir y mitigar ataques de grandes proporciones en suelo norteamericano.[25][26][27][28]

- Defensa: Desarrollando y demostrando nuevos conceptos y capacidades para ayudar al Departamento de Defensa a prevenir y disuadir ataques a la nación y a sus fuerzas militares.[29][30]

- Inteligencia: Trabajando en la intersección entre ciencia, tecnología y análisis para proporcionar una mejor comprensión de las amenazas a la seguridad nacional por parte de entidades extranjeras.[31]

- Seguridad energética y medioambiental: Facilitando comprensión científica y experiencia tecnológica para buscar soluciones energéticas y medioambientales a nivel global, regional y local.[32][33]

### Investigación en computación
A lo largo de su historia, el LLNL ha sido líder en cuanto a ordenadores y computación científica. Antes incluso de abrir sus puertas, E.O. Lawrence y Edward Teller se dieron cuenta de la importancia de los ordenadores y del potencial de la computación y de la simulación por ordenador. La adquisición por su parte de uno de los primeros ordenadores UNIVAC, sentó el precedente para la historia de compra y utilización por parte del LLNL de los ordenadores más rápidos y potentes del mundo. El Laboratorio ha utilizado a lo largo de los años una serie de ordenadores cada vez más potentes y veloces:
| Año  | Supercomputador                                            |
| ---- | ---------------------------------------------------------- |
| 1953 | Remington-Rand UNIVAC 1 (Universal Automatic Computer)     |
| 1954 | IBM 701                                                    |
| 1956 | IBM 704                                                    |
| 1958 | IBM 709                                                    |
| 1960 | IBM 7090                                                   |
| 1960 | Remington-Rand LARC (Livermore Advanced Research Computer) |
| 1961 | IBM 7030 (Stretch)                                         |
| 1963 | IBM 7094                                                   |
| 1963 | CDC 1604                                                   |
| 1963 | CDC 3600                                                   |
| 1964 | CDC 6600                                                   |
| 1969 | CDC 7600                                                   |
| 1974 | CDC STAR 100                                               |
| 1978 | Cray-1                                                     |
| 1984 | Cray X-MP                                                  |
| 1985 | Cray-2                                                     |
| 1989 | Cray Y-MP                                                  |
| 1992 | BBN Butterfly                                              |
| 1994 | Meiko CS-2                                                 |
| 1995 | Cray C90                                                   |
| 1995 | Cray T3D                                                   |
| 1998 | IBM ASCI Blue Pacific                                      |
| 2000 | IBM ASCI White                                             |
| 2004 | Thunder                                                    |
| 2005 | IBM Blue Gene/L                                            |
| 2005 | ASC Purple                                                 |
| 2006 | Zeus                                                       |
| 2006 | Rhea                                                       |
| 2006 | Atlas                                                      |
| 2007 | Minos                                                      |

En noviembre de 2007 se publicaba la 30ª lista TOP55 de los 500 ordenadores más potentes del mundo, en la que el Blue Gene/L del Laboratorio Livermore aparecía en primer lugar por séptima vez consecutiva. Otros cinco ordenadores del LLNL aparecían entre los 100 primeros. Sin embargo en noviembre de 2008 el Blue Gene/L perdía el primer puesto por detrás del superordenador Pleiades del Ames Research Center de la NASA, del superordenador Jaguar en el Laboratorio Nacional de Oak Ridge y del IBM Roadrunner de Los Álamos. Actualmente el ordenador Blue Gene/L puede mantener 478.2 billones de operaciones por segundo, con picos de 596.4 billones de operaciones por segundo.
El 22 de junio de 2006, investigadores del LLNL anunciaron que habían ideado una aplicación software científica que podía conseguir 207.3 billones de operaciones por segundo. La prestación récord se consiguió en el Blue Gene/L del LLNL, el más rápido del mundo con 131072 procesadores. Este récord fue un hito en la evolución de la ciencia predictiva, un campo en el que los investigadores utilizan los superordenadores para responder preguntas sobre temas como simulación de materiales, calentamiento global y reacciones a desastres naturales.
El Laboratorio Nacional Lawrence Livermore tiene una larga historia de desarrollo de software y sistemas. Al principio no existía software comercial disponible y los fabricantes de los ordenadores consideraban que era responsabilidad del cliente desarrollar sus propias aplicaciones. Los usuarios de los primeros ordenadores tenían que escribir no solo el código para resolver sus problemas técnicos sino también las rutinas para ejecutar dicho código en el ordenador. Hoy en día, los científicos computacionales del LLNL se centran en la creación de modelos físicos muy complejos, código de visualización y otras aplicaciones únicas, personalizadas para cumplir unos requisitos específicos de investigación. Una gran cantidad de software ha sido creado por el personal del LLNL para optimizar la operación y gestión de los sistemas de ordenadores, incluyendo extensiones del sistema operativo como CHAOS (Linux Clustering) y paquetes de gestión de recursos como SLURM. La adquisición de Pelotón a finales de 2006 (Atlas y otros ordenadores) fue la primera vez que un paquete de gestión de recursos comercial, Moab, se usaba para gestionar los clústeres.

### Otros programas
El LLNL da apoyo a un amplio rango de disciplinas científicas y técnicas, aplicando los conocimientos actuales a programas existentes y desarrollando nueva ciencia y tecnología para afrontar futuras necesidades nacionales.
- La investigación en química, materiales y ciencias de la vida se centra en ingeniería química, química nuclear, ciencia de materiales, biología y bio-nanotecnología.
- Física: las áreas de trabajo incluyen materia condensada, física de altas presiones, óptica, física de alta densidad de energía, física médica y biofísica, partículas nucleares y aceleradores de partículas.
- En el campo de la energía y ciencia medioambiental, el Laboratorio pone énfasis en el carbón, el clima, la energía, el agua, el medio ambiente y el almacenamiento de los residuos nucleares de la nación.
- Las actividades de ingeniería incluyen micro y nanotecnología, láser y óptica, biotecnología, ingeniería de precisión, caracterización no destructiva, modelado y simulación, ciencia de sistemas y decisión, sensores, imagen y comunicaciones.
- El Laboratorio es muy fuerte en ciencia de la computación, con áreas como aplicaciones de computación y desarrollo, computación integrada y sistemas de computación y seguridad.

El Laboratorio Nacional Lawrence Livermore ha desarrollado varias tecnologías energéticas en el campo de la gasificación del carbón, extracción de petróleo a partir de esquistos bituminosos, energía geotérmica, baterías avanzadas, energía solar y energía de fusión. Las principales teecnologías de extracción de esquistos bituminosos desarrolladas por el LLNS son el proceso LLNS HRS, el proceso LLNL RISE (extracción "in situ") y tecnologías de radiofrecuencia.

## Principales logros
A lo largo de sus 73 años de historia, el Lawrence Livermore ha conseguido muchos avances científicos y tecnológicos, incluyendo:
- Contribuciones críticas a la disuasión nuclear a través del diseño de armas nucleares que cumplan los requisitos militares y, desde mediados de la década de 1980, mediante el programa "Stockpile Stewardship", que asegura la seguridad y fiabilidad del arsenal nuclear sin efectuar pruebas nucleares.
- Diseño, construcción y operación de una serie de sistemas láser cada vez mayores y más potentes que culmina con el NIF (National Ignition Facility) de 192 rayos, terminado en 2009.
- Avances en la tecnología de aceleradores de partículas y fusión nuclear, incluyendo confinamiento magnético, lásers de electrones libres, espectromentría de aceleración de masa y fusión con confinamiento inercial.
- Grandes avances en supercomputación incluyendo el desarrollo de nuevos conceptos de computación en paralelo masiva y el diseño y aplicación de ordenadores que pueden llevar a cabo cientos de billones de operaciones por segundo.
- Desarrollo de tecnologías y sistemas para detectar amenazas nucleares, radiológicas, químicas, biológicas y explosivas para prevenir y mitigar la proliferación de armas de destrucción masiva y el terrorismo.
- Desarrollo de litografía extrema ultravioleta (EUVL) para fabricar la siguiente generación de circuitos integrados de ordenador.
- Primera detección de objetos astrofísicos masivos de halo compacto (MACHOs), un componente de la materia oscura cuya existencia se había sospechado pero no se había podido detectar.
- Avances en genómica, biotecnología y biodetección, incluyendo contribuciones importantes a la secuenciación completa del genoma humano mediante el Join Genome Institute y el desarrollo de tecnología de reacción en cadena de la polimerasa (PCR) que está en el corazón de los instrumentos actuales más avanzados de detección de ADN.
- Desarrollo y operación del centro NARAC (National Atmospheric Release Advisory Center), que proporciona modelos en tiempo real y multiescala (global, regional, local, urbana) de la liberación de sustancias peligrosas en la atmósfera.
- Desarrollo del modelo climático global de mayor resolución y contribuciones al IPCC (International Panel on Climate Change) el cual, junto con el exvicepresidente Al Gore, recibió en 2007 el Premio Nobel de la Paz.
- Co-descubrimiento de nuevos elementos transuránicos: 113, 114, 115, 116, 117, y 118.
- Invención de nuevas tecnologías de cuidado de la salud, incluyendo una matriz de microelectrodos para la construcción de una retina artificial, un sensor de glucosa en miniatura para el control de la diabetes y un sistema compacto de terapia de protones para radioterapia.

El 17 de julio de 2009 se anunció que el Laboratorio había conseguido ocho premios "R&D 100 Awards", más de los que había recibido nunca en la competición anual. El récord anterior del LLNL de siete premios lo había conseguido cinco veces, en 1987, 1988, 1997, 1998 2006.
El 5 de Diciembre de 2022, en un experimento en su instalación NIF, fue el primer laboratorio de fusión nuclear en conseguir un factor de ganancia positivo, es decir, en que la reacción nuclear de fusión generada produjera más energía que la suministrada al combustible.

### Premios recibidos
Desde 1978 ha recibido un total de 129 prestigiosos premios R&D 100 Awards, incluyendo cinco en 2007.
Conocidos también como los "Oscars de la invención", estos premios se entregan cada año por los editores de R&D Magazine al desarrollo de tecnologías científicas y de ingeniería de vanguardia y con un potencial comercial.
Algunas de las tecnologías premiadas fueron:
- Espectrómetro GeMini
- Retina artificial — para ayudar en la recuperación de la visión en personas con invidencia
- El entorno de compilación ROSE
- El Femtoscopio — un microscopio temporal
- Localizador de Minas de tierra — erradicando las secuelas de la guerra
- Centrado de rayos láser y sistemas de apuntamiento
- Centinela espectral — protegiendo los láser de alta intensidad del daño relacionado con el ancho de banda
- Máquina de ensamblado robótico de precisión — para construir objetivos de ignición en fusión nuclear

## Livermore Valley Open Campus (LVOC)
En agosto de 2009 se anunció que se crearía una joint venture, llamada Livermore Valley Open Campus (LVOC), entre los Laboratorios Nacionales Sandia/Campus de California y el LLNL para promover una mayor colaboración los laboratorios, la industria y la universidad. El acceso libre al LVOC por parte de la comunidad científica internacional apoyaría directamente el avance en innovación e investigación, incrementaría el papel de los laboratorios en la región, expandiría el carácter "high-tech" de la zona de la Bahía de San Francisco y establecería el valle de Livermore como la base de alta tecnología del este de la Bahía de San Francisco. El LVOC crearía un espacio compartido entre los dos laboratorios adyacentes en Livermore y ocuparía inicialmente una cuarta parte del emplazamiento del LLNL.
El concepto del LVOC:
- Promueve una mayor colaboración entre los científicos de talla mundial de estos dos laboratorios y sus homólogos en la industria y el ámbito académico.

- Fortalece a los Estados Unidos aumentando su competitividad en el mercado global mediante la innovación, ayudando a expandir los negocios y a crear nuevos puestos de trabajo de calidad.

- Incentiva las compañías privadas para invertir en la colaboración con los laboratorios nacionales, permitiéndoles trabajar cerca de los avances innovadores que se producen en los laboratorios.

- Ayuda a atraer y retener a la siguiente generación de científicos e ingenieros de talento, concentrando la colaboración laboratorios-industria en las proximidades de importantes universidades y facultades.

El LLNL y los Laboratorios Nacionales Sandia están avanzando en el desarrollo conceptual de alternativas de diseño necesarias para reconfigurar los actuales laboratorios en un esquema más abierto, con acceso público sin restricciones.